# 12-Stunden-Rennen von Sebring 2024

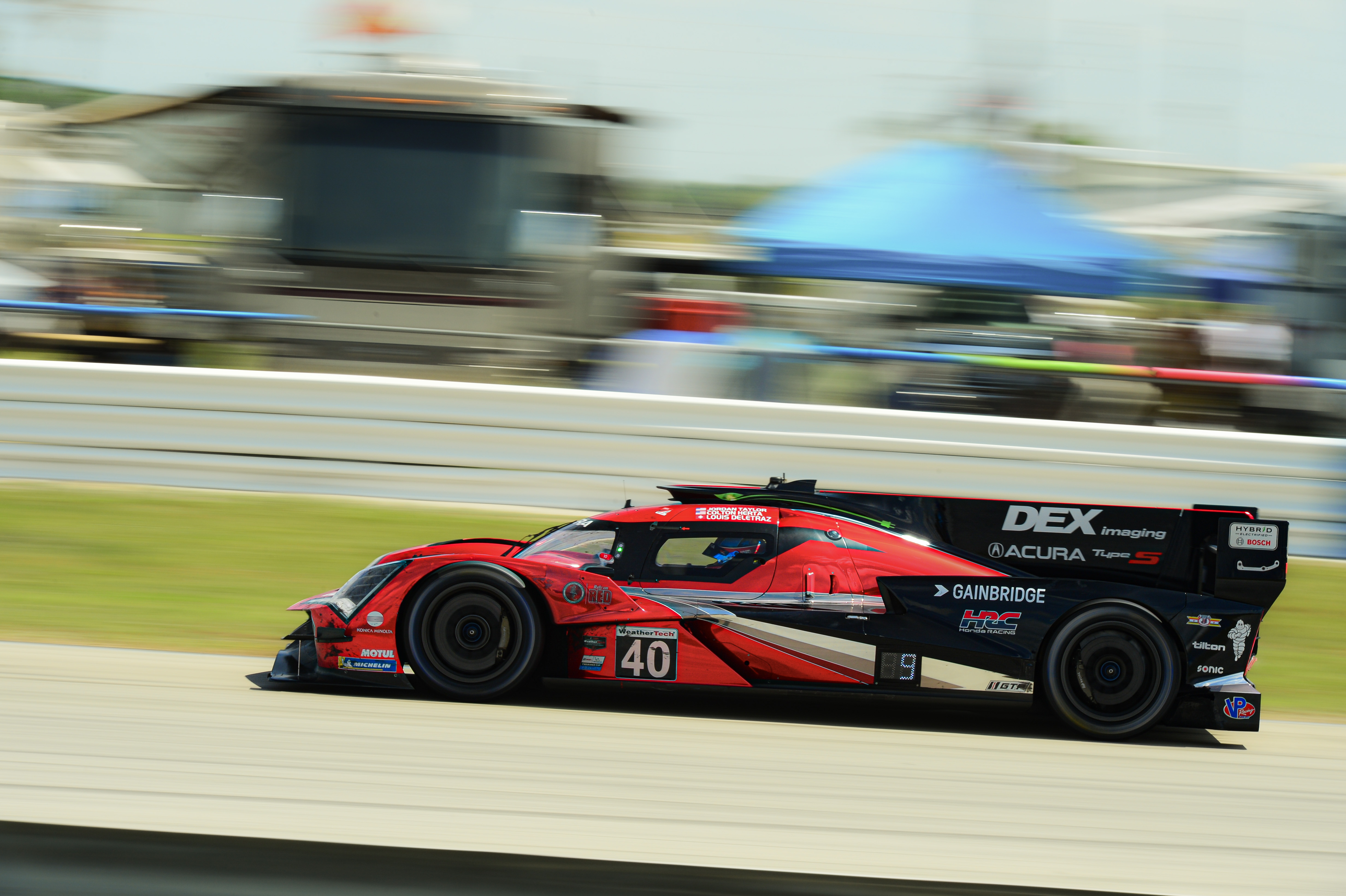
Der siegreiche Acura ARX-06 von Louis Delétraz, Colton Herta und Jordan Taylor

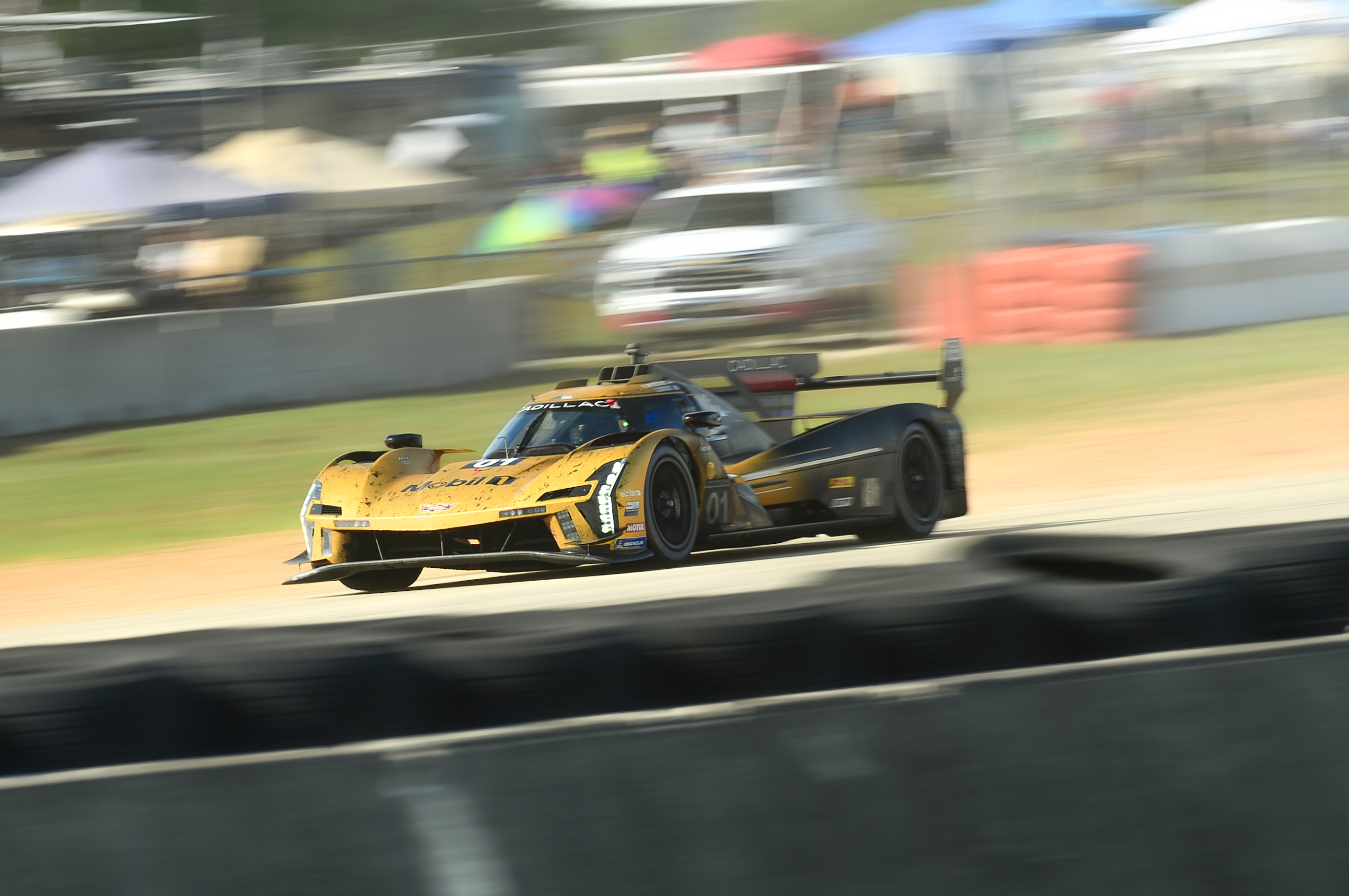
Der zweitplatzierte Cadillac V-Series.R von Sébastien Bourdais, Scott Dixon und Renger van der Zande

Das 72. 12-Stunden-Rennen von Sebring, auch  72nd Mobil 1 Twelve Hours of Sebring Presented by Cadillac, fand am 16. und 17. März 2024 auf dem Sebring International Raceway statt und war der zweite Wertungslauf der IMSA WeatherTech SportsCar Championship dieses Jahres.

## Das Rennen
Die Entscheidung über den Gesamtsieg fiel 5 Minuten vor Rennschluss, als Louis Delétraz im Acura ARX-06 den zweimaligen Sebring-Sieger Sébastien Bourdais im Cadillac V-Series.R überholte und wenig später mit dem knappen Vorsprung von 0,891 Sekunden durchs Ziel fuhr. Wie erwartet war die 72. Auflage des 12-Stunden-Rennens von Sebring von unzähligen Gelbphasen geprägt. Zwölfmal reihten sich die Fahrzeuge geordnet nach Klassen hinter dem Safetey-Car ein. Dadurch gingen immer einige Vorsprünge der jeweils führenden Wagen verloren. Zu Beginn bestimmten die beiden Cadillac von Jack Aitken/Tom Blomqvist/Luís Felipe Derani und Sébastien Bourdais/Scott Dixon/Renger van der Zande das Rennen. Derani hatte zeitweise einen Vorsprung von 25 Sekunden auf das restliche Feld herausgefahren. Seinen möglichen fünften Gesamtsieg vereitelte ein Unfall in der siebten Rennstunde. Nach einer Safety-Car-Phase wieder deutlich in Führung liegend, verschätzte sich Derani beim Überrunden des von Miguel Molina gefahrenen Ferrari 296 GT3 mit der Startnummer 21. Der Cadillac berührte den Ferrari leicht an der rechten Seite, was ausreichte, um mit hohem Tempo in eine Barriere zu prallen, wo der Wagen mit den Rädern nach oben auf einem Reifenstapel liegen blieb. Derani entstieg dem Wrack unverletzt.
In der letzten Rennstunde gab es drei Gelbphasen, nach deren Ende jeweils Sébastien Bourdais im Cadillac in Führung lag. Als er schon wie der sichere Sieger aussah, ging Louis Delétraz im Acura an ihm vorbei und gewann.

## Ergebnisse

### Schlussklassement
| 1           | GTP     | 40  | Wayne Taylor Racing with Andretti   | Louis Delétraz Colton Herta Jordan Taylor             | Acura ARX-06                     | 333 |
| 2           | GTP     | 01  | Cadillac Racing                     | Sébastien Bourdais Scott Dixon Renger van der Zande   | Cadillac V-Series.R              | 333 |
| 3           | GTP     | 7   | Porsche Penske Motorsport           | Dane Cameron Matt Campbell Felipe Nasr                | Porsche 963                      | 333 |
| 4           | GTP     | 25  | BMW M Team RLL                      | Connor De Phillippi Maxime Martin Nick Yelloly        | BMW M Hybrid V8                  | 333 |
| 5           | GTP     | 10  | Wayne Taylor Racing with Andretti   | Filipe Albuquerque Brendon Hartley Ricky Taylor       | Acura ARX-06                     | 333 |
| 6           | GTP     | 24  | BMW M Team RLL                      | Philipp Eng Augusto Farfus Jesse Krohn                | BMW M Hybrid V8                  | 333 |
| 7           | GTP     | 63  | Lamborghini Iron Lynx               | Matteo Cairoli Andrea Caldarelli Romain Grosjean      | Lamborghini SC63                 | 333 |
| 8           | GTP     | 5   | Proton Competition Mustang Sampling | Julien Andlauer Gianmaria Bruni Alessio Picariello    | Porsche 963                      | 333 |
| 9           | GTP     | 6   | Porsche Penske Motorsport           | Mathieu Jaminet Frédéric Makowiecki Nick Tandy        | Porsche 963                      | 331 |
| 10          | LMP2    | 18  | Era Motorsport                      | Ryan Dalziel Dwight Merriman Connor Zilisch           | Oreca 07                         | 330 |
| 11          | LMP2    | 11  | TDS Racing                          | Mikkel Jensen Hunter McElrea Steven Thomas            | Oreca 07                         | 330 |
| 12          | LMP2    | 22  | United Autosports USA               | Paul di Resta Bijoy Garg Dan Goldburg                 | Oreca 07                         | 330 |
| 13          | LMP2    | 33  | Sean Creech Motorsport              | João Barbosa Jonny Edgar Lance Willsey                | Ligier JS P217                   | 330 |
| 14          | LMP2    | 74  | Riley Technologies                  | Josh Burdon Felipe Fraga Gar Robinson                 | Oreca 07                         | 330 |
| 15          | LMP2    | 52  | Inter Europol Competition           | Nicholas Boulle Tom Dillmann Jakub Śmiechowski        | Oreca 07                         | 330 |
| 16          | LMP2    | 81  | DragonSpeed                         | Henrik Hedman Malthe Jakobsen Rasmus Lindh            | Oreca 07                         | 330 |
| 17          | LMP2    | 20  | MDK by High Class Racing            | Dennis Andersen Laurents Hörr Seth Lucas              | Oreca 07                         | 330 |
| 18          | LMP2    | 04  | CrowdStrike Racing by APR           | Colin Braun George Kurtz Toby Sowery                  | Oreca 07                         | 330 |
| 19          | LMP2    | 2   | United Autosports USA               | Ben Hanley Ben Keating Nico Pino                      | Oreca 07                         | 329 |
| 20          | GTD-Pro | 14  | Vasser Sullivan Racing              | Ben Barnicoat Jack Hawksworth Kyle Kirkwood           | Lexus RC F GT3                   | 316 |
| 21          | GTD-Pro | 62  | Risi Competizione                   | James Calado Davide Rigon Daniel Serra                | Ferrari 296 GT3                  | 316 |
| 22          | GTD-Pro | 19  | Iron Lynx                           | Mirko Bortolotti Jordan Pepper Franck Perera          | Lamborghini Huracán GT3 Evo 2    | 316 |
| 23          | GTD-Pro | 1   | Paul Miller Racing                  | Bryan Sellers Madison Snow Neil Verhagen              | BMW M4 GT3                       | 316 |
| 24          | GTD-Pro | 23  | Heart of Racing Team                | Mario Farnbacher Ross Gunn Alex Riberas               | Aston Martin Vantage AMR GT3 Evo | 316 |
| 25          | GTD-Pro | 60  | Iron Lynx                           | Matteo Cressoni Leonardo Pulcini Claudio Schiavoni    | Lamborghini Huracán GT3 Evo 2    | 316 |
| 26          | GTD Pro | 64  | Ford Multimatic Motorsports         | Christopher Mies Mike Rockenfeller Harry Tincknell    | Ford Mustang GT3                 | 316 |
| 27          | GTD-Pro | 65  | Ford Multimatic Motorsports         | Joey Hand Dirk Müller Frédéric Vervisch               | Ford Mustang GT3                 | 316 |
| 28          | GTD-Pro | 77  | AO Racing                           | Michael Christensen Laurin Heinrich Sebastian Priaulx | Porsche 911 GT3 R (992)          | 316 |
| 29          | GTD     | 57  | HTP Winward Motorsport              | Indy Dontje Philip Ellis Russell Ward                 | Mercedes-AMG GT3 Evo             | 314 |
| 30          | GTD     | 47  | Cetilar Racing                      | Antonio Fuoco Roberto Lacorte Giorgio Sernagiotto     | Ferrari 296 GT3                  | 314 |
| 31          | GTD     | 120 | Wright Motorsports                  | Adam Adelson Jan Heylen Elliott Skeer                 | Porsche 911 GT3 R (992)          | 314 |
| 32          | GTD     | 27  | Heart of Racing Team                | Roman De Angelis Ian James Zacharie Robichon          | Aston Martin Vantage AMR GT3 Evo | 314 |
| 33          | GTD     | 78  | Forte Racing                        | Devlin DeFrancesco Misha Goikhberg Loris Spinelli     | Lamborghini Huracán GT3 Evo 2    | 314 |
| 34          | GTD     | 96  | Turner Motorsport                   | Robby Foley Patrick Gallagher Jake Walker             | BMW M4 GT3                       | 314 |
| 35          | GTD     | 70  | Inception Racing                    | Brendan Iribe Ollie Millroy Frederik Schandorff       | McLaren 720S GT3 Evo             | 314 |
| 36          | GTD     | 43  | Andretti Motorsports                | Jarett Andretti Gabby Chaves Scott Hargrove           | Porsche 911 GT3 R (992)          | 314 |
| 37          | GTD     | 13  | AWA                                 | Matthew Bell Orey Fidani Lars Kern                    | Chevrolet Corvette Z06 GT3.R     | 314 |
| 38          | GTD     | 44  | Magnus Racing                       | Andy Lally John Potter Spencer Pumpelly               | Aston Martin Vantage AMR GT3 Evo | 314 |
| 39          | GTD     | 34  | Conquest Racing                     | Albert Costa Manny Franco Cédric Sbirrazzuoli         | Ferrari 296 GT3                  | 314 |
| 40          | GTD     | 86  | MDK Motorsports                     | Klaus Bachler Anders Fjordbach Kerong Li              | Porsche 911 GT3 R (992)          | 314 |
| 41          | GTD     | 12  | Vasser Sullivan                     | Frankie Montecalvo Aaron Telitz Parker Thompson       | Lexus RC F GT3                   | 314 |
| 42          | GTD     | 023 | Triarsi Competizione                | Alessio Rovera Charlie Scardina Onofrio Triarsi       | Ferrari 296 GT3                  | 313 |
| 43          | LMP2    | 99  | AO Racing                           | Matthew Brabham Paul-Loup Chatin P. J. Hyett          | Oreca 07                         | 313 |
| 44          | GTD-Pro | 4   | Corvette Racing                     | Earl Bamber Nicky Catsburg Tommy Milner               | Chevrolet Corvette Z06 GT3.R     | 307 |
| 45          | GTD-Pro | 9   | Pfaff Motorsports                   | James Hinchcliffe Oliver Jarvis Marvin Kirchhöfer     | McLaren 720S GT3 Evo             | 293 |
| Ausgefallen |         |     |                                     |                                                       |                                  |     |
| 46          | GTD-Pro | 3   | Corvette Racing                     | Antonio García Daniel Juncadella Alexander Sims       | Chevrolet Corvette Z06 GT3.R     | 313 |
| 47          | GTD     | 45  | Wayne Taylor Racing with Andretti   | Graham Doyle Danny Formal Kyle Marcelli               | Lamborghini Huracán GT3 Evo 2    | 292 |
| 48          | GTD     | 55  | Proton Competition                  | Ryan Hardwick Giammarco Levorato Corey Lewis          | Ford Mustang GT3                 | 291 |
| 49          | LMP2    | 8   | Tower Motorsports                   | Michael Dinan Charlie Eastwood John Farano            | Oreca 07                         | 247 |
| 50          | GTD     | 66  | Gradient Racing                     | Tatiana Calderón Katherine Legge Sheena Monk          | Acura NSX GT3 Evo22              | 233 |
| 51          | GTD     | 80  | Lone Star Racing                    | Rui Andrade Scott Andrews Salih Yoluç                 | Mercedes-AMG GT3 Evo             | 218 |
| 52          | GTP     | 31  | Whelen Engineering Cadillac Racing  | Jack Aitken Tom Blomqvist Luís Felipe Derani          | Cadillac V-Series.R              | 210 |
| 53          | GTD     | 21  | AF Corse                            | François Hériau Simon Mann Miguel Molina              | Ferrari 296 GT3                  | 197 |
| 54          | GTP     | 85  | JDC–Miller MotorSports              | Philip Hanson Tijmen van der Helm Richard Westbrook   | Porsche 963                      | 178 |
| 55          | GTD     | 83  | Iron Dames                          | Sarah Bovy Rahel Frey Michelle Gatting                | Lamborghini Huracán GT3 Evo 2    | 128 |
| 56          | LMP2    | 88  | Richard Mille AF Corse              | Nicklas Nielsen Luís Pérez Companc Lilou Wadoux       | Oreca 07                         | 65  |
| 57          | GTD     | 32  | Korthoff Preston Motorsports        | Mikaël Grenier Kenton Koch Mike Skeen                 | Mercedes-AMG GT3 Evo             | 16  |
| 58          | GTD     | 17  | AWA                                 | Anthony Mantella Thomas Merrill Nicolás Varrone       | Chevrolet Corvette Z06 GT3.R     | 2   |

### Nur in der Meldeliste
Zu diesem Rennen sind keine weiteren Meldungen bekannt.

### Klassensieger
| Klasse  | Fahrer         | Fahrer          | Fahrer         | Fahrzeug             | Platzierung im Gesamtklassement |
| ------- | -------------- | --------------- | -------------- | -------------------- | ------------------------------- |
| GTP     | Louis Delétraz | Colton Herta    | Jordan Taylor  | Acura ARX-06         | Gesamtsieg                      |
| LMP2    | Ryan Dalziel   | Dwight Merriman | Connor Zilisch | Oreca 07             | Rang 10                         |
| GTD-Pro | Ben Barnicoat  | Jack Hawksworth | Kyle Kirkwood  | Lexus RC F GT3       | Rang 20                         |
| GTD     | Philip Ellis   | Indy Dontje     | Russell Ward   | Mercedes-AMG GT3 Evo | Rang 29                         |

### Renndaten
- Gemeldet: 58
- Gestartet: 58
- Gewertet: 45
- Rennklassen: 4
- Zuschauer: unbekannt
- Wetter am Renntag: warm und trocken
- Streckenlänge: 6,019 km
- Fahrzeit des Siegerteams: 12:00:54,520 Stunden
- Gesamtrunden des Siegerteams: 333
- Gesamtdistanz des Siegerteams: 2004,327 km
- Siegerschnitt: unbekannt
- Pole Position: Luís Felipe Derani – Cadillac V-Series.R (#31) – 1:48,152
- Schnellste Rennrunde: Louis Delétraz – Acura ARX-06 (#40) – 1:49,497 = 197,886 km/h
- Rennserie: 2. Lauf zur IMSA WeatherTech SportsCar Championship 2024